# Ambassade du Canada au Japon
L'ambassade du Canada au Japon est la représentation diplomatique du Canada au Japon. Ses bureaux sont situés au 7-3-38 Akasaka, dans l'arrondissement de Minato-ku de la capitale japonaise Tokyo.

## Mission

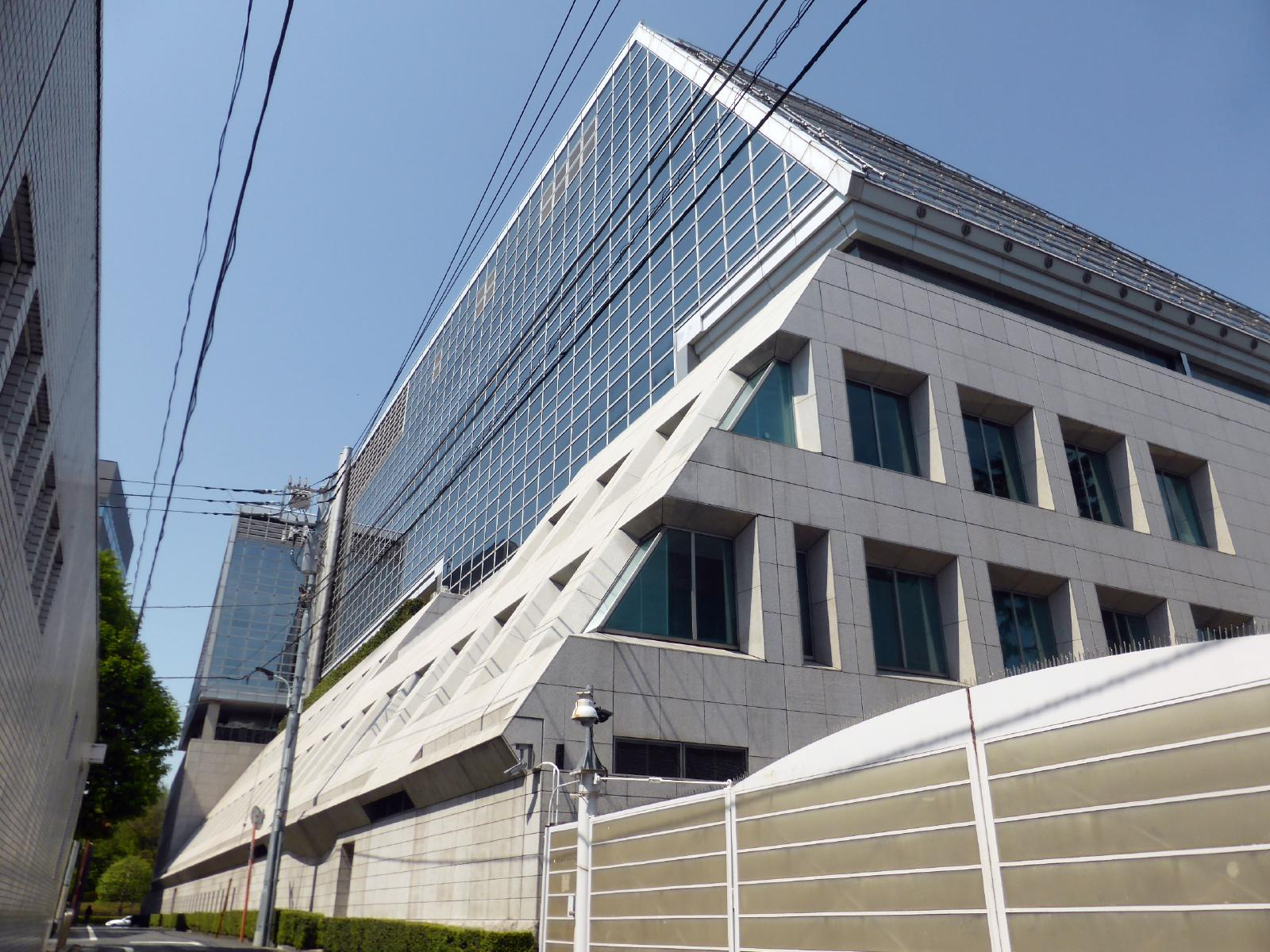
Ambassade du Canada au Japon

Cette ambassade est responsable des relations entre le Canada et le Japon et offre des services aux Canadiens en sol japonais.
On retrouve également 5 consulats au Japon :
- Consulat du Canada à Fukuoka ;
- Consulat du Canada à Hiroshima ;
- Consulat du Canada à Nagoya ;
- Consulat du Canada à Osaka ;
- Consulat du Canada à Sapporo.

## Ambassadeurs
- 1929 - 1936 : Herbert Meredith Marler
- 1936 - 1938 : Robert Randolph Bruce
- 1938 - 1941 : Edgar D'Arcy McGreer (chargé d'affaires)
- 1946 - 1950 : Egerton Herbert Norman (SCAP)
- 1950 - 1953 : Arthur Redpath Menzies (SCAP)
- 1953 - 1954 : Robert Mayhew
- 1954 - 1957 : Thomas Clayton Davis
- 1954 - : James Clelland Britton
- 1957 - 1957 : Theodore Francis Moorhouse Newton (chargé d'affaires)
- 1957 - 1963 : William Frederick Bull
- 1963 - 1966 : Richard Plant Bower
- 1966 - 1972 : Herbert Owen Moran
- 1973 - 1975 : Ross Campbell
- 1976 - 1981 : Bruce Irving Rankin
- 1981 - 1989 : Barry Steers
- 1989 - 1992 : James Hutchings Taylor
- 1993 - 1997 : Donald Wilfred Campbell
- 1997 - 2001 : Leonard J. Edwards
- 2001 - 2005 : Robert G. Wright
- 2005 - 2008 : Joseph Caron
- 2008 - 2012 : Jonathan T. Fried
- 2012 - 2016 : Mackenzie Clugston
- 2016 - : Ian Burney